# Les Roquevillard (film, 1922)
Pour les articles homonymes, voir Les Roquevillard et Émile Duard (homonymie).
Pour plus de détails, voir Fiche technique et Distribution.
Les Roquevillard est un film français de Julien Duvivier sorti en 1922.

## Synopsis
François Roquevillard est le " maître de la Vigie ", un riche domaine aux environs de Chambéry. Avocat réputé, il a plusieurs enfants, et notamment Maurice, qui prépare son droit chez Maître Frasne, un notaire du pays. Maurice est devenu l'amant d'Édith, la femme du notaire, qui lui propose de partir ensemble. Ils s'enfuient pour Turin, et Mme Frasne emporte pour l'occasion ce qu'elle considère comme sa dot.

## Fiche technique
- Réalisation : Julien Duvivier
- Scénario : Julien Duvivier, d'après le roman de Henry Bordeaux
- Photographe : Albert Cohendy
- Société de production : Films Duvivier et Société Régionale Cinématographique
- Société de distribution : Pathé-Consortium-Cinéma
- Format : Noir et blanc - Muet - 1,33:1
- Pays de production :  France
- Genre : Drame
- Métrage : 1,960 m
- Date de sortie en salles : 
  - France : 28 avril 1922

## Distribution
- Maxime Desjardins : François Roquevillard
- Jeanne Desclos : Édith Frasne
- Edmond Van Daële : Maître Frasne
- Nick Mertens: Marguerite Roquevillard
- Georges Melchior : Maurice Roquevillard
- Pierre Alcover : Philippeaux
- François Angely
- Yvonne Armor  (créditée Yvonne d'Armor)
- Angèle Decori
- Asté d'Esparbès
- Max Dhartigny
- Émile Duard
- Adrienne Duriez
- Edgard Fasquelle
- Jeanne Helbling
- Jeanne Kerwich
- André Le Bret
- Marie Montbazon
- René Montis
- Fernand Rauzena  (crédité Rauzéna)
- Rozenne
- Jean Stelli
- Juliette Verneuil
- André Volbert